# 島根県道285号波根久手線
島根県道285号波根久手線（しまねけんどう285ごう はねくてせん）は、島根県大田市を通る一般県道である。

## 概要
大田市波根町から大田市久手町刺鹿（さつか）に至る。前身の名残から地元では旧国道と呼ばれている。 

### 路線データ
- 起点：大田市波根町（波根交差点、国道9号交点）
- 終点：大田市久手町刺鹿（諸友交差点、国道9号交点）

## 歴史
- 1972年（昭和47年）
  - 3月21日 - 島根県告示第208号により認定される。

前身は国道9号。1971年（昭和46年）9月16日に大田バイパスが開通したことにより旧道化した部分の一部が本路線に移行した。
  - 8月1日以前 - 現行の県道番号に変更される。

## 路線状況

### 道路施設

#### 橋梁
- 叶松橋（波根川、大田市）
- 掛戸橋（大原川、大田市）

## 地理

### 通過する自治体
- 大田市

### 交差する道路
| 交差する道路                               | 交差する場所         | 交差する場所      |
| ------------------------------------------ | -------------------- | ----------------- |
| 国道9号 島根県道286号池田久手停車場線 重複 | 波根町               | 波根交差点 / 起点 |
| 島根県道286号池田久手停車場線              | 久手町刺鹿（さつか） | [ 注釈 2 ]        |
| 国道9号 / 大田・静間道路                   | 久手町刺鹿           | [ 注釈 3 ]        |
| 国道9号                                    | 久手町刺鹿           | 諸友交差点 / 終点 |

### 交差する鉄道
- 山陰本線

### 沿線
- 大田市立朝波小学校
- 波根海水浴場
- 波根湖跡 - 終戦後まもなく干拓によって消滅した湖。
- 波根西の珪化木
- JR西日本山陰本線
  - 波根駅 - 久手駅
- 大田市立久手小学校
- 大田市立第二中学校